# Željeznička pruga Bosanski Brod – Sarajevo
Željeznička pruga Bosanski Brod – Sarajevo bila je prva željeznička pruga uskog kolosijeka na području današnje Bosne i Hercegovine. Bila je duga 270 km.
U jeku izgradnje željezniče mreže u Europi, Turska je sredinom 19. stoljeća počela s izgradnjom željezničke mreže normalnog kolosijeka. Iako je za izgradnju najpovoljnija bila trasa preko Beograda i Niša, na pritužbu Srbije (a zapravo na nagovor Austrije), Turska se priklonila trasi tzv. Carigradske magistrale koja je trebala povezati Carigrad s Europom preko Skopja, Mitrovice, Sarajeva, Banje Luke i Dobrljina te dalje prema Sisku. U sklopu te prometnice, izgrađena je prva željezniča pruga u BiH, Banja Luka – Dobrljin, puštena u promet krajem 1872. ili početkom 1873. Bila je to pruga normalnog kolosijeka.

## Povijest
Povjesničari i danas zastupaju dvije teze o uzrocima gradnje željeznica uskog a ne normalnog kolosijeka u BiH. Po jednima je Austro-Ugarska na taj način htjela izolirati Bosnu i Hercegovinu od Hrvatske i Srbije, a drugi zastupaju tezu da je bio u pitanju nedostatak novčanih sredstava za izgradnju pruge normalnog kolosijeka. Neovisno o uzroku, Bosna i Hercegovina će zbog toga dugo prometno biti izolirana i proteći će puno vremena dok se ta greška ne ispravi.
Nakon Berlinskog kongresa 1878. Bosna i Hercegovina je potpala pod vojnu upravu Austro-Ugarske. Jedina mogućnost snabdijevanja vojnih snaga u BiH bio je put Bosanski Brod – Sarajevo, dug 240 km. S obzirom na to da je bio u lošem stanju, a troškovi prijevoza su bili vrlo visoki, Austro-Ugarska je trebala izgraditi prometnicu koja će prvenstveno služiti vojnim a manje civilnim potrebama, kao i većina pruga koje su tada izgradili. Kao i kod gradnje svih ostalih pruga, Mađari su nastojali da i ova pruga pogoduje više njihovom dijelu Monarhije nego austrijskom. Tražili su da Sarajevo bude povezano sa Šamcom a ne s Brodom kako su zagovarali Austrijanci, pravdajući to vojnim potrebama i nepovoljnom eksploatacijom vododjelnice Ljupljanice.
Pruga Bosanski Brod – Sarajevo građena je u etapama:
- Bosanski Brod – Doboj (pušteno u promet 12. veljače 1879.),
- Doboj – Žepče (pušteno u promet 22. travnja 1879.),
- Žepče – Zenica (pušteno u promet 5. lipnja 1879.) te
- Zenica – Sarajevo (pušteno u promet 5. listopada 1882.).

U isto vrijeme, između Slavonskog i Bosanskog Broda bila je izgrađena dionica normalnog kolosijeka dužine 3,5 km, te most preko Save, tako da je postaja u Bosanskom Brodu postala pretovarna prema ostatku pruga Austro-Ugarske. Ukupan trošak izgradnje iznosio je 10,711.500 forinti. 

## Tehničke karakteristike
Pruga je građena različitim tipovima tračnica: 9,5, 14,3 te 19 kg/m, dužine oko 7 metara. Najmanji promjer zavoja bio je 30 m, najveći nagib bio je 16 promila. Pragovi su bili od neimpregnirane bukovine i hrastovine. Vozni park sastojao se od:
- 20 tenderskih lokomotiva Kraus različitih snaga (od 20 do 60 KS),
- 12 putničkih vagona drugog razreda,
- 26 putničkih vagona trećeg razreda,
- 2 panoramska vagona (bez krova),
- 4 poštanska vagona,
- 329 teretnih vagona nosivosti 2 tone,
- 45 plato vagona, te
- 2 drezine.

Neke od glavnih željezničkih postaja na pruzi bile su: Bosanski Brod, Derventa, Doboj, Maglaj, Žepče, Zenica, Visoko i Sarajevo. Pruga je u početku prometovanja bila na jedva dostatnom nivou za sigurno odvijanje prometa. Problem su bile male lokomotive i mali vagoni, kao i primitivno napravljene skretnice (tzv. ciganke). Veliki problem bile su krute veze između vagona zbog kojih je često dolazilo do pucanja kompozicija vlakova. Putovanje od Bosanskog Broda do Zenice trajalo je 15 sati. Ipak, tijekom vremena, nabavljane su jače lokomotive, ugrađivane su kvalitetnije tračnice, a probijen je i tunel Vranduk. Nakon gradnje i puštanja u promet ove pruge, Monarhija je nastavila s izgradnjom željezničke mreže, posebno prema jugu, izgradnjom pruga Sarajevo – Ploče i Gabela – Zelenika kojim je zaleđe povezano s lukama u Dubrovniku i Metkoviću. Iako su građene najprije u svrhu zadovoljavanja vojnih i strateških ciljeva, te izvlačenje jeftinih sirovina prema industrijskim centrima, pruge su pridonijele razvoju Bosne i Hercegovine, a posebno pasivnih krajeva.

## Ukidanje pruge
Modernizacijom željezničke mreže u Bosni i Hercegovini nakon Drugog svjetskog rata, točnije, izgradnjom pruge normalnog kolosijeka Bosanski Šamac – Sarajevo uskotračna pruga se postupno ukidala, i to po dionicama:
- Doboj – Zenica (ukinuta puštanjem u promet pruge Bosanski Šamac – Sarajevo)
- Doboj – Usora – Teslić, Derventa – Doboj (ukinuta 1. travnja 1968.),
- Lašva – Sarajevo (ukinuta puštanjem u promet pruge Sarajevo – Ploče),
- Bosanski Brod – Derventa (ukinuta 26. svibnja 1969.),  te
- Zenica – Lašva (ukinuta 1. lipnja 1978.).